# لوكا روبنيك
لوكا روبنيك (بالسلوفينية: Luka Rupnik)‏ مواليد 20 مايو 1993 في ليوبليانا، هو لاعب كرة سلة سلوفيني. بدأ مسيرته الاحترافية في سنة 2009. يلعب مع بالونكيستو فوينلابرادا كلاعب هجوم خلفي. يحمل الرقم 5.

## المسيرة الاحترافية
لعب مع نادي سلوفان لكرة السلة من سنة 2009 إلى 2012، ثم لعب مع نادي أوليمبيا لكرة السلة من سنة 2012 إلى 2016، ثم لعب مع بالونكيستو فوينلابرادا في الدوري الإسباني في سنة 2016.

## روابط خارجية
- لوكا روبنيك على موقع الاتحاد الدولي لكرة السلة (الإنجليزية)
- لوكا روبنيك على موقع الدوري الأوروبي لكرة السلة (الإنجليزية)
- لوكا روبنيك على موقع الدوري الإسباني لكرة السلة (الإسبانية)
- لوكا روبنيك على موقع كرة السلة الأوروبية.كوم (الإنجليزية)
- لوكا روبنيك على موقع ريلجم (الإنجليزية)
- لوكا روبنيك على موقع بروبوليرز (الإنجليزية)
- لوكا روبنيك على موقع سبورتس رفرنس (الإنجليزية)
- لوكا روبنيك على موقع أوليمبيديا (الإنجليزية)